# Ctenus racenisi
Ctenus racenisi este o specie de păianjeni din genul Ctenus, familia Ctenidae, descrisă de Caporiacco, 1955.
Este endemică în Venezuela. Conform Catalogue of Life specia Ctenus racenisi nu are subspecii cunoscute.